# Graaff-Reinet (stad)

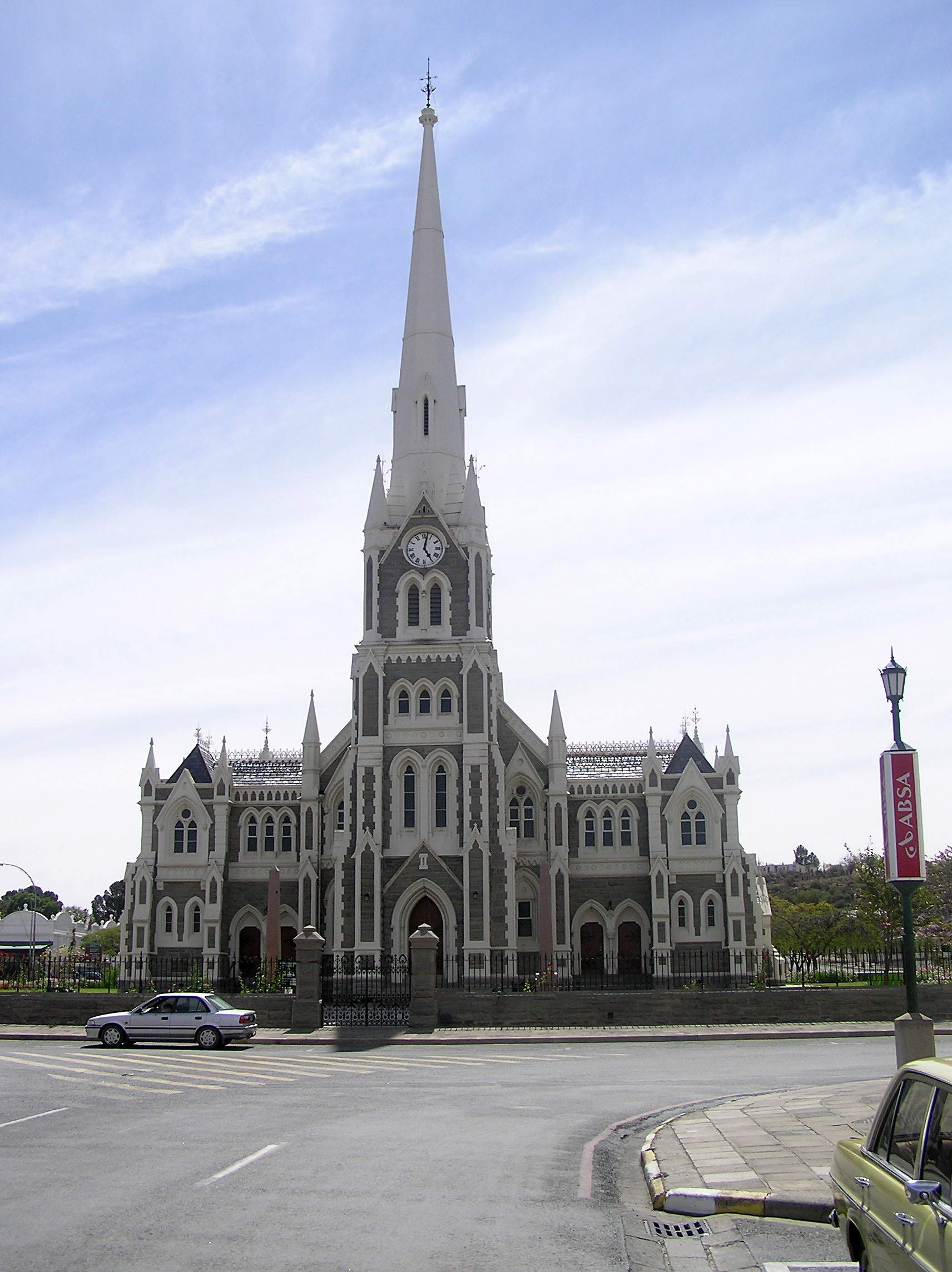
De NG Kerk (Grootekerk) in Graaff-Reinet. De kerk heeft 1.500 zitplaatsen

Graaff-Reinet is een stad in de Oost-Kaap provincie van Zuid-Afrika. De stad is in 1786 gesticht en is de op drie na oudste blanke nederzetting in Zuid-Afrika. Er wonen ongeveer 27.000 mensen.
Graaff-Reinet ligt aan de voet van de Sneeuwbergen, in een hoefijzervorm die gevormd wordt door de Sondagsrivier en wordt grotendeels omringd door het natuurpark Kamdeboo. Het is een belangrijk centrum voor de handel in agrarische producten.

## Subplaatsen
Het nationaal instituut voor de statistiek, Stats SA, deelt sinds de census 2011 deze hoofdplaats in in 6 zogenaamde subplaatsen (sub place), waarvan de grootste zijn:
Asherville • Graaff Reinet SP • Kroonvale.

## Geschiedenis
In de 18e eeuw bereikten de eerste bereden commando's van de Nederlandse kolonisten het gebied waar nu Graaff-Reinet ligt. Zij waren eerder vanuit de Kaapkolonie naar het oosten getrokken. De eerste boerderijen werden in de jaren 70 van de 18e eeuw gesticht. In deze eerste jaren regeerden anarchie en wetteloosheid in het gebied. Pas nadat een nieuwe landdrost naar de regio werd gestuurd om de wet te handhaven, kon worden begonnen met de vreedzame ontwikkeling van de nederzetting.
Op 13 december 1785 kwam de eerste landdrost, Mauritz Woeke, naar het nieuwe dorp. Hij besloot de nieuwe nederzetting te vernoemen naar de toenmalige gouverneur van de Kaapkolonie, Cornelis Jakob van de Graeff, en zijn vrouw Reinet. De grenzen van dit nieuwe district, het vierde na Kaapstad, Stellenbosch en Swellendam, werden in 1786 door middel van een plakkaat bekendgemaakt.
In 1795 riepen de inwoners, na jaren van onderdrukking door de V.O.C., de republiek Graaff-Reinet uit. Hetzelfde deden de inwoners van Swellendam. Voordat de leiders van de Kaapkolonie de nieuwe republiekjes weer terug konden veroveren, werd de Kaapkolonie zelf veroverd door Groot-Brittannië.
Nadat Nederland de Kaapkolonie nog een keer terugwon van de Britten, werd ze in 1806 definitief door de Britten ingenomen. Veel bewoners van de kolonie waren hier erg ontevreden over. Vooral veel mensen uit het district Graaff-Reinet deden mee aan de Grote Trek.
Toch blijft het heden nog een stad waar Afrikaans en de Kaapse cultuur dominant zijn.

## Geboren
- Andries Hendrik Potgieter (1792-1852), leider van de Voortrekkers
- Gerrit Maritz (1798-1838), leider van de Voortrekkers
- Andries Pretorius (1798-1853), leider van de Voortrekkers naar wie de stad Pretoria is genoemd
- Louw Wepener (1812-1865), commandant
- Marthinus Wessel Pretorius (1819-1902), president van de Zuid-Afrikaansche Republiek en de Oranje Vrijstaat en stichter van de stad Pretoria, genoemd naar zijn vader
- Andrew Murray (1828-1917), predikant
- Thomas François Burgers (1834-1881), president van de Zuid-Afrikaansche Republiek
- Nicolaas Smit (1837-1896),  generaal
- James Leonard Brierley Smith (1897-1968), ichtyoloog
- Anton Rupert (1916-2006), ondernemer en filantroop

## Afbeeldingen

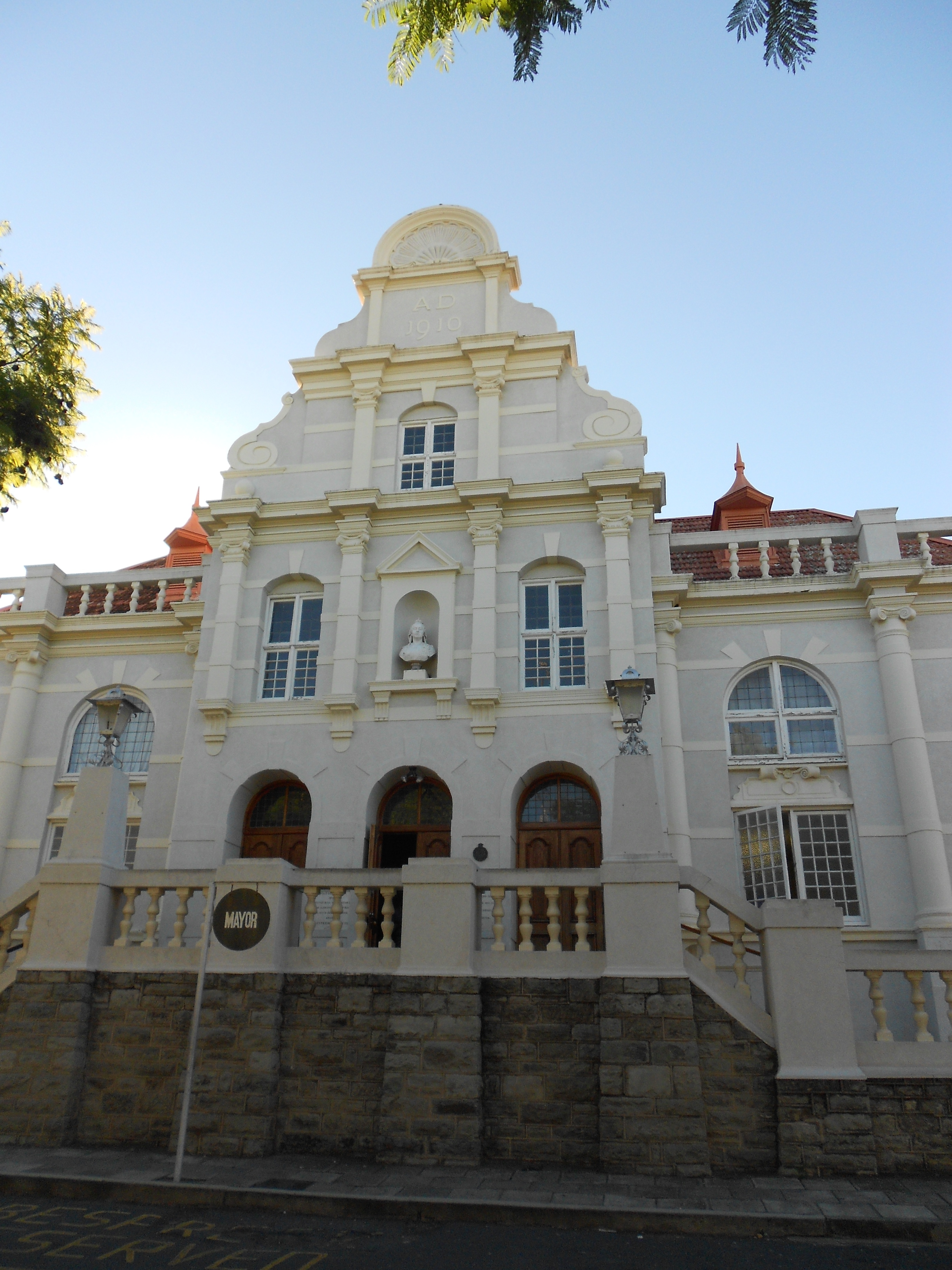
Stadhuis.
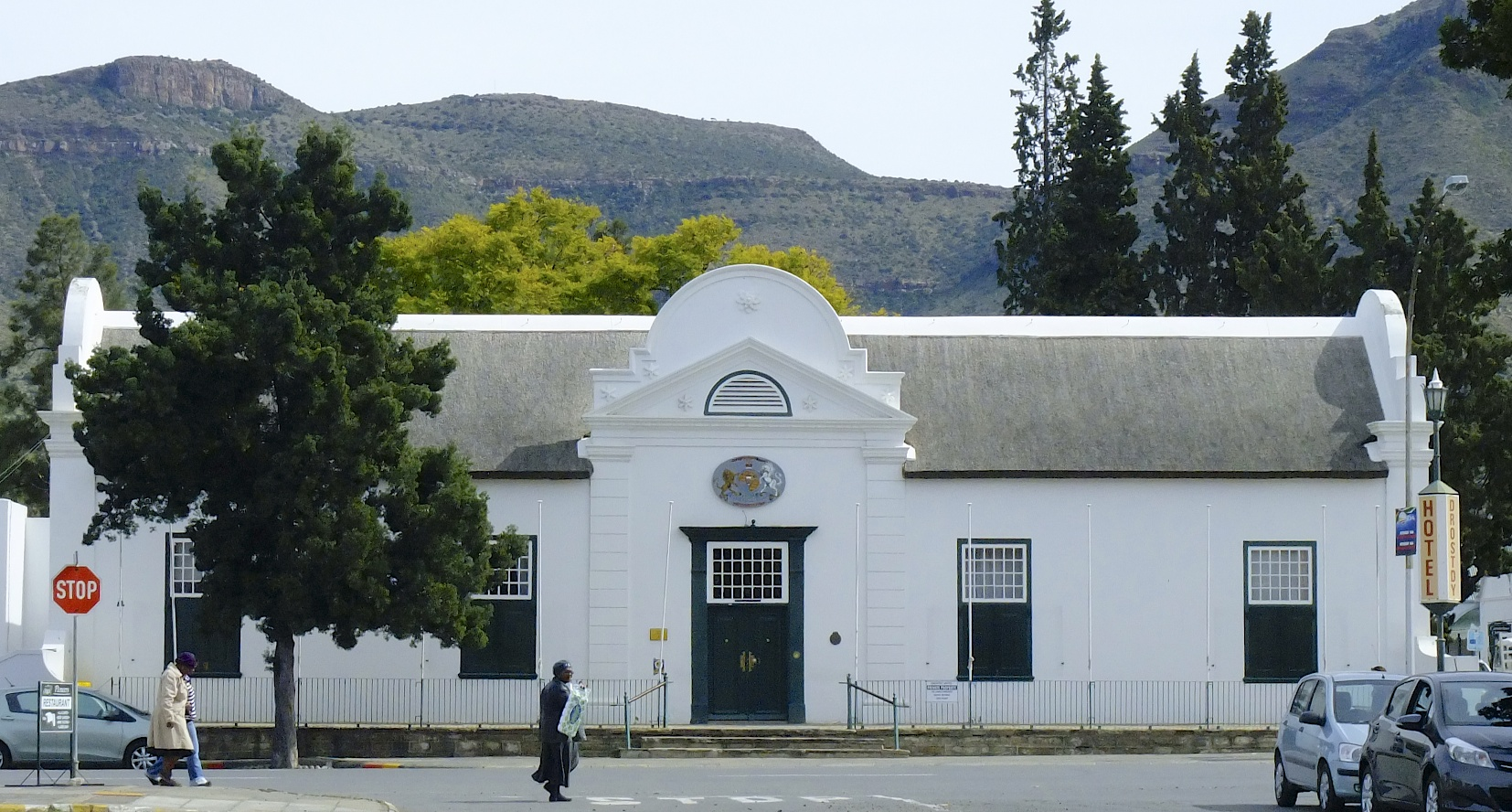
Drostdy Hotel.
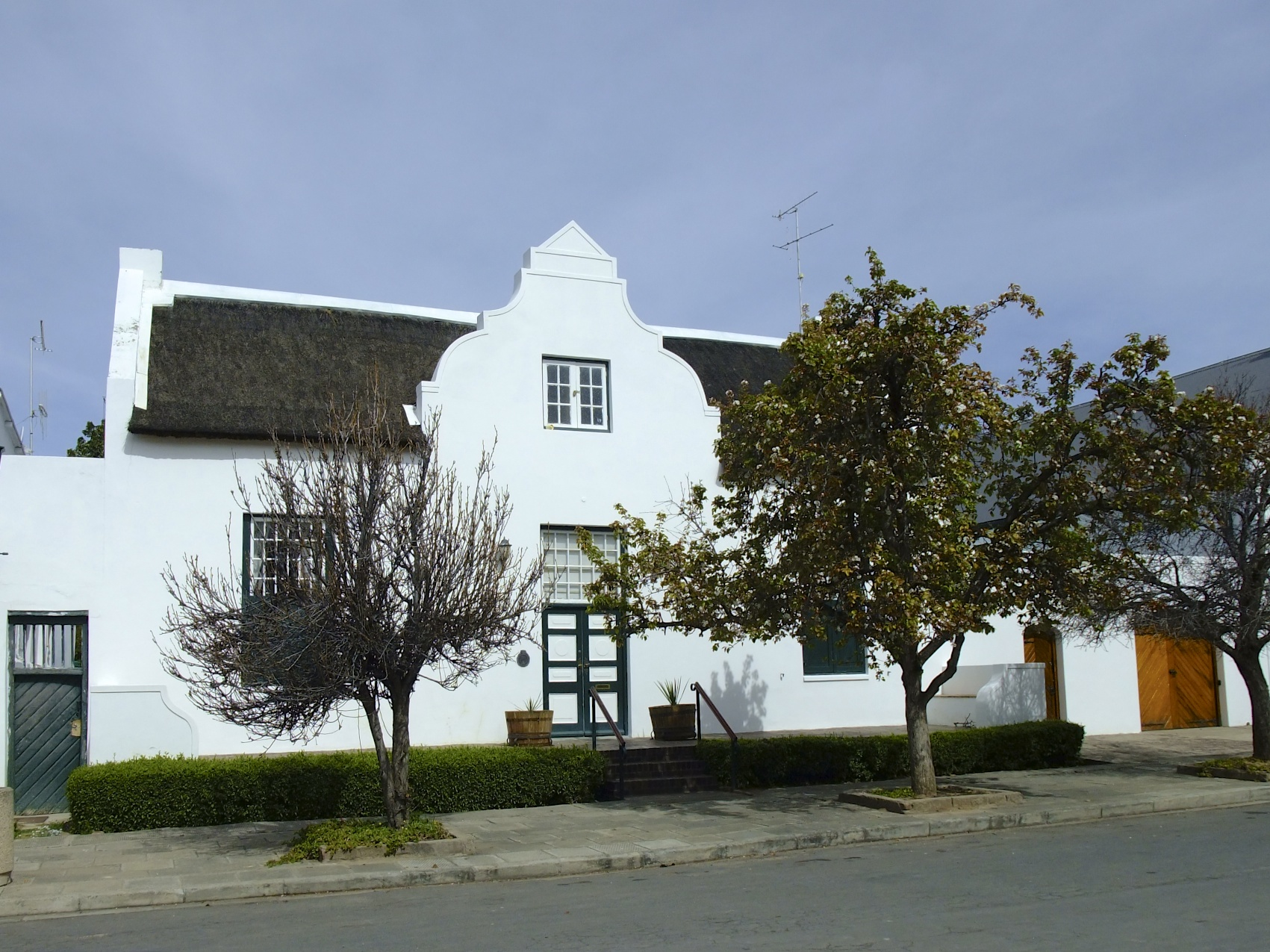
Klein kerkje
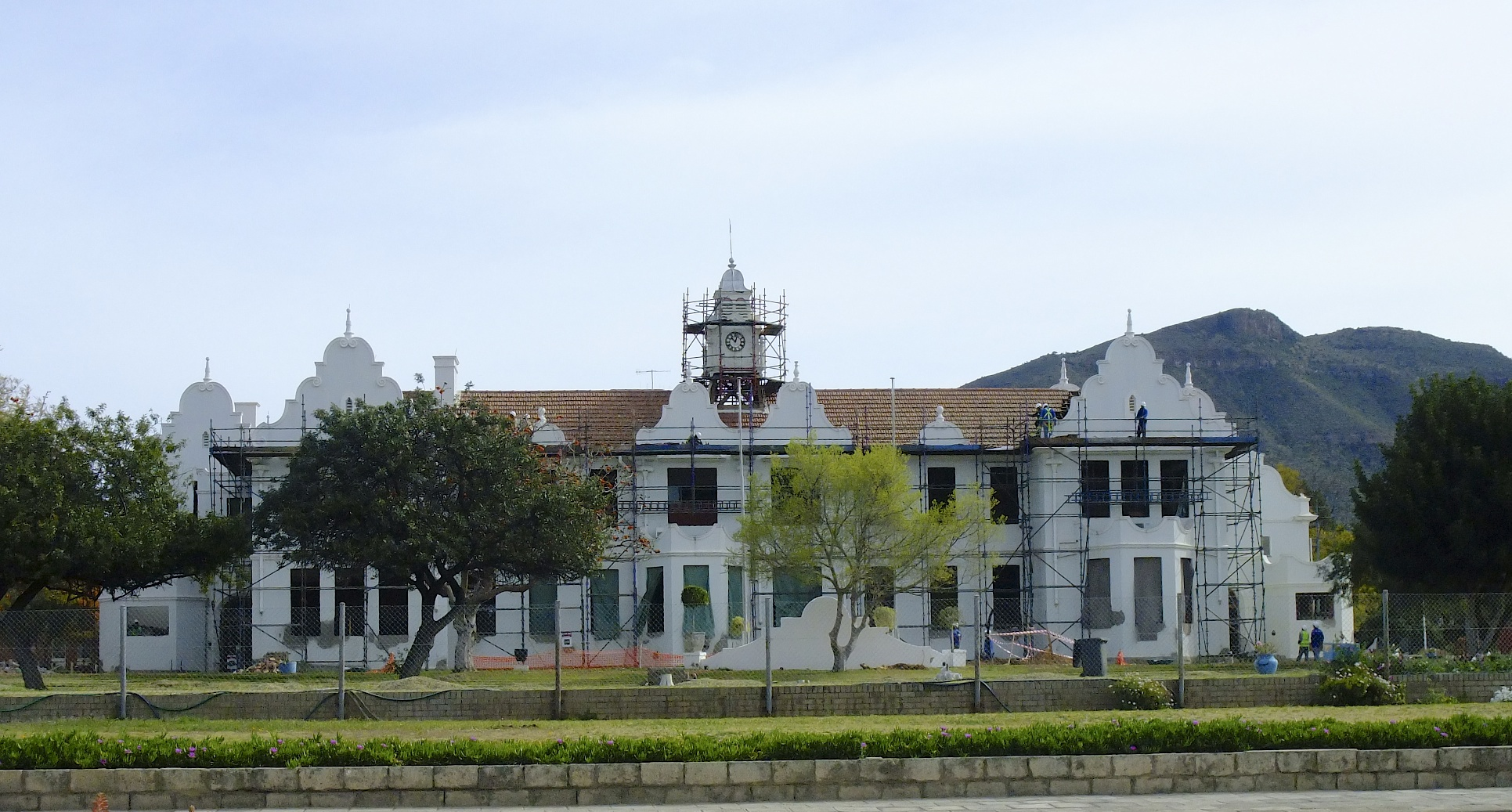
Politie-acedemie